# Olitiau
Un Olitiau es un gigantesco murciélago críptido (o un reptil volador) que se asume habita en África Central. La palabra, Olitiau probablemente proviene de una fusión de las palabras de la lengua Ipulo,  “Ole” y “Ntya”, un nombre para las máscaras ceremoniales de baile utilizadas para representar demonios. El nombre pudo haber sido utilizado por el pueblo Ipulo para referirse a demonios en general más que a la criatura en si.

## Descripción
Se dice que el  Olitiau tiene una envergadurade 6-12 pies  (2–4m).   Su cuerpo es presuntamente negro, aunque sus alas han sido descritas como marrón oscuro o rojo. Sus mandíbulas  baja se dice es de  2 pulgadas  (50mm) de largo con dientes serrados.

## Avistamientos
Mientras cazaba murciélagos de cabeza de martillo en el sur de Camerún, Ivan T. Sanderson afirmó que un Olitiau se abalanzó sobre él y su compañero de caza, Gerald Russell, en un arroyo en una montaña en 1932. Lo llamó "el abuelo de todos los murciélagos". El incidente  Sanderson  es a menudo utilizado como un ejemplo del avistamiento de un Kongamato.

## Posibles Explicaciones
Varias explicaciones para el Olitiau han sido propuestas:
- Murciélagos de cabeza de martillo tienen la envergadura más grande de todos los murciélagos en África: hasta 3 pies (1m).   Es posible que un murciélago de cabeza de martillo, visto desde arriba por un instante, puede aparecer más grande.[1]
- Un miembro de una de las especies conocidas más grandes de murciélagos, como el murciélago de cabeza de martillo, pudiera experimentar un crecimiento anormal, siendo más grande que medida normal.
- Una especie de murciélago grande desconocida - Karl Shuker siguió a Sanderson en sugerir que el animal puede pertenecer al suborden microchiroptera.[1]
- Un pterosauriosuperviviente.[1] A pesar de que Ivan Sanderson insistió en que lo que vio era un murciélago hay  evidencia que sugiere que los pterosaurios (extintos desde el Cretácico) tuvieron cabello o una estructura parecida al cabello conocida como Picnofibras.[1][4]

## En la cultura popular
El Olitiau fue el protagonista de un episodio de Lost Tapes titulado "Demonios de cueva". Fue mostrado como un murciélago gigante. Curiosamente, fue descrito como proveniente de las cuevas Tora Bora en Afganistán, en vez de Camerún. También apareció en el videojuego de Los sábados Secretos: Bestias del 5to Sol como un aliado humanoide. El personaje Chico en Metal Gear Solid: Peace Walker sugiere que Olitiau es evidencia de que los pterosaurios existen hasta el día de hoy.